# Air Dolomiti
Air Dolomiti je italská regionální letecká společnost se sídlem u italského města Villafranca di Verona. Hlavní leteckou základnu má na německém letišti Mnichov, jejím vlastníkem je od roku 2003 společnost Lufthansa. Provozuje lety do některých německých destinací z Mnichova. Některé její lety jsou značkovány jako Lufthansa Regional a některé létají pod značkou Air Dolomiti. Tato společnost byla založena v roce 1989. Její flotila se v únoru 2017 skládala z 11 letadel Embraer 195.